# باسی
باسی (به هلندی: Basse) یک منطقهٔ مسکونی در هلند است که در استین‌ویکرلاند واقع شده‌است. باسی ۸۰ نفر جمعیت دارد.